# Macrosiphum insularis
Macrosiphum insularis är en insektsart som först beskrevs av Theodore Pergande 1900.  Macrosiphum insularis ingår i släktet Macrosiphum och familjen långrörsbladlöss. Inga underarter finns listade i Catalogue of Life.